# Bokutachi wa benkyō ga dekinai
Bokutachi wa benkyō ga dekinai (jap. ぼくたちは勉強ができない), skrótowo BokuBen (jap. ぼく勉) – manga autorstwa Taishiego Tsutsuia, publikowana na łamach magazynu „Shūkan Shōnen Jump” wydawnictwa Shūeisha od lutego 2017 do grudnia 2020. Na jej podstawie Studio Silver i Arvo Animation wyprodukowały serial anime, który był emitowany od kwietnia do czerwca 2019. Drugi sezon emitowano od października do grudnia tego samego roku.

## Fabuła
Nariyuki Yuiga jest licealistą, który stara się o rekomendację do stypendium uniwersyteckiego w celu opłacenia przyszłego czesnego. Aby ją otrzymać szkoła stawia mu jeden warunek: Nariyuki musi zostać korepetytorem dwóch koleżanek ze swojej szkoły, aby pomóc im dostać się do wybranych przez nie uczelni. Pierwsza z nich, Fumino Furuhashi, jest geniuszem w dziedzinie literatury, natomiast druga, Rizu Ogata, jest specjalistką w naukach ścisłych. Jednak obie dziewczyny pragną studiować kierunki, w których są całkowicie beznadziejne.

## Bohaterowie
- Nariyuki Yuiga (jap. 唯我 成幸 Yuiga Nariyuki)

Seiyū: Ryōta Ōsaka 
- Fumino Furuhashi (jap. 古橋 文乃 Furuhashi Fumino)

Seiyū: Haruka Shiraishi 
- Rizu Ogata (jap. 緒方 理珠 Ogata Rizu)

Seiyū: Miyu Tomita 
- Uruka Takemoto (jap. 武元 うるか Takemoto Uruka)

Seiyū: Sayumi Suzushiro 
- Mafuyu Kirisu (jap. 桐須 真冬 Kirisu Mafuyu)

Seiyū: Lynn 
- Asumi Kominami (jap. 小美浪 あすみ Kominami Asumi)

Seiyū: Madoka Asahina 

## Manga
Seria ukazywała się od 6 lutego 2017 do 21 grudnia 2020 w magazynie „Shūkan Shōnen Jump”. Wydawnictwo Shūeisha zebrało jej rozdziały w 21 tankōbonach, wydanych między 2 czerwca 2017 a 4 marca 2021.
| Nr | Data wydania (język japoński) | ISBN (język japoński)  |
| -- | ----------------------------- | ---------------------- |
| 1  | 2 czerwca 2017                | ISBN 978-4-08-881111-6 |
| 2  | 4 sierpnia 2017               | ISBN 978-4-08-881195-6 |
| 3  | 4 października 2017           | ISBN 978-4-08-881214-4 |
| 4  | 4 grudnia 2017                | ISBN 978-4-08-881289-2 |
| 5  | 2 lutego 2018                 | ISBN 978-4-08-881342-4 |
| 6  | 2 maja 2018                   | ISBN 978-4-08-881414-8 |
| 7  | 4 lipca 2018                  | ISBN 978-4-08-881510-7 |
| 8  | 4 września 2018               | ISBN 978-4-08-881564-0 |
| 9  | 4 grudnia 2018                | ISBN 978-4-08-881646-3 |
| 10 | 4 lutego 2019                 | ISBN 978-4-08-881724-8 |
| 11 | 4 kwietnia 2019               | ISBN 978-4-08-881798-9 |
| 12 | 4 czerwca 2019                | ISBN 978-4-08-881866-5 |
| 13 | 4 września 2019               | ISBN 978-4-08-882021-7 |
| 14 | 1 listopada 2019              | ISBN 978-4-08-882083-5 |
| 15 | 4 stycznia 2020               | ISBN 978-4-08-882173-3 |
| 16 | 3 kwietnia 2020               | ISBN 978-4-08-882253-2 |
| 17 | 4 czerwca 2020                | ISBN 978-4-08-882335-5 |
| 18 | 4 sierpnia 2020               | ISBN 978-4-08-882383-6 |
| 19 | 2 października 2020           | ISBN 978-4-08-882430-7 |
| 20 | 4 stycznia 2021               | ISBN 978-4-08-882530-4 |
| 21 | 4 marca 2021                  | ISBN 978-4-08-882577-9 |

## Light novel
Light novel, zatytułowana Bokutachi wa benkyō ga dekinai hi nichijō no reidai-shū (jap. ぼくたちは勉強ができない　非日常の例題集), napisana przez Hamubane i zilustrowana przez Tsutsuia, została wydana 4 kwietnia 2019 nakładem wydawnictwa Shūeisha pod imprintem JUMP j-BOOKS. Druga książka, zatytułowana Bokutachi wa benkyō ga dekinai: Mitaiken no jikanwari, została wydana 4 grudnia 2019.

## Anime
Adaptacja w formie telewizyjnego serialu anime została zapowiedziana w 39. numerze „Shūkan Shōnen Jump” wydanym 27 sierpnia 2018. Seria została wyprodukowana przez Studio Silver i Arvo Animation. Za reżyserię odpowiadał Yoshiaki Iwasaki, scenariusz napisał Gō Zappa, postacie zaprojektował Masakatsu Sasaki, a muzykę skomponował Masato Nakayama. Anime było emitowane od 7 kwietnia do 30 czerwca 2019 w stacjach Tokyo MX, GTV, GYT, BS11, AT-X, MBS i TV Aichi.
Po wyemitowaniu finałowego odcinka pierwszego sezonu ogłoszono powstanie drugiego sezonu, którego emisja rozpoczęła się 6 października i zakończyła 29 grudnia 2019, licząc 13 odcinków. Odcinek OVA został dołączony do 14. tomu mangi, który został wydany 1 listopada 2019. Kolejny odcinek OVA został dołączony wraz z 16. tomem mangi, który wydano 3 kwietnia 2020.

### Ścieżka dźwiękowa
| Nr             | Tytuł                                         | Wykonawcy                                        | Źródło   |
| Czołówka       | Czołówka                                      | Czołówka                                         | Czołówka |
| -------------- | --------------------------------------------- | ------------------------------------------------ | -------- |
| 1              | „Seishun Seminar” (jap. セイシュンゼミナール) | Haruka Shiraishi, Miyu Tomita i Sayumi Suzushiro | [ 40 ]   |
| 2              | „Can now, Can now”                            | Haruka Shiraishi, Miyu Tomita i Sayumi Suzushiro | [ 41 ]   |
| Napisy końcowe |                                               |                                                  |          |
| 1              | „Never Give It Up!!”                          | Haruka Shiraishi, Miyu Tomita i Sayumi Suzushiro | [ 40 ]   |
| 2              | „Hōkago no Liberty” (jap. 放課後のリバティ)   | Halca                                            | [ 41 ]   |